# Mandiraja
Mandiraja é um Kecamatan (subdistrito) da Regência de Banjarnegara na Java Central,Indonésia.

## Desa
O Kecamatan de Mandiraja possui 16 desa 
- Mandiraja Kulon
- Mandiraja Wetan
- Banjengan
- Kebakalan
- Kertayasa
- Panggisari
- Blimbing
- Candiwulan
- Purwasaba
- Simbang
- Glempang
- Kebanaran
- Salamerta
- Kaliwungu
- Somawangi
- Jalatunda